# Mica lepidolita
La lepidolita (del grec lepidion, 'escata', i lithos, 'pedra') és un mineral del grup de la mica trioctaedral. Actualment es tracta d'una espècie desacreditada per l'IMA, i el terme "lepidolita" s'empra per a anomenar els minerals que integren la sèrie de solució sòlida que es forma entre la polilitionita i la trilitionita.

## Característiques
De fórmula genèrica KLi₂[(F,OH)₂|Si₄O10] és un fil·losilicat lila o rosa violaci del grup de les miques. La seva composició depèn de les seves quantitats relatives d'Al i Li en coordinació octaèdrica. A més, Na, Rb i Cs poden substituir el K. Conté fins al 7,70% de Li₂O, propera en la seva composició a altres miques: moscovita, fucsita i biotita, aquestes sense liti, però amb idèntica configuració. També pot contenir petites quantitats de Rb i Cs. Fins a un 60% de SiO₂. El percentatge de F varia entre 3 i 7%.
Es caracteritza per ser insoluble en àcids, la seva exfoliació és làmines flexibles, com en totes les miques i el seu color lila a rosa. Per distingir-la de la moscovita, s'hi fa un assaig de flama, ja que la lepidolita dona lloc a una flama de color carmesí.
Té una duresa entre 2,5 i 3; una densitat entre 2,8 i 3,3 g/cm³; fent referència a l'òptica, té els índexs de refracció baixos, birefringència moderada i és biaxial negatiu.

## Jaciments

### Ambient de formació
Es pot trobar associada a pegmatites granítiques, poques vegades trobada en filons hidrotermals a la zona de contacte d'aquests amb el granit.
Es presenta en forma d'escates o làmines; també freqüentment en agregats granulars escamosos.

### Usos
S'extreu en mineria com una font secundària de liti. S'associa amb altres minerals de liti com espodumena en pegmatites. També és una de les majors fonts del rar rubidi i del cesi.
S'utilitza per a la fabricació de vidres resistents a la calor.

### Localitats
A Catalunya se'n troba a Cap de Creus, Cadaqués i Sant Feliu de Pallerols (Girona) i al Montseny (Barcelona).
A la resta de la península Ibèrica, cal destacar els bons exemplars acompanyats de rubel·lita a Valdemierque (Salamanca) i també a Paredes de Buitrago (Madrid).